# Амалдус Нільсен
Амалдус Кларін Нільсен (норв. Amaldus Clarin Nielsen; 23 травня 1838, Галсе-і-Гаркмарк, Вест-Агдер — 10 грудня 1932, Осло, Норвегія) — норвезький художник.

## Життєпис
Народився 23 травня 1838 року в Галса-і-Харкмарку, на півдні Норвегії, в сім'ї капітана і торговця Нільса Клеметса Нільсена (1795—1845) і Андрії Марії Меллер (1802—1866). Більшу частину дитинства провів без батька, який помер, коли хлопчикові було 7 років.
Отримавши початкові навички від невідомого мандрівного художника, 1854 року він виїхав до Копенгагена для вивчення живопису, де після року підготовчих занять, в 1855 році вступив до Академії красних мистецтв. Не зумівши працювати в системі академії, він, за фінансової підтримки свого брата і власника бізнесу Дідерика Каппеля (1856—1935), від 1857 до 1859 року навчався у Ганса Ґуде в Дюссельдорфській академії мистецтв.
Від 1859 до 1863 року подорожував Західною і Південною Норвегією, а від 1863 до 1864 року знову жив у Дюссельдорфі, ставши послідовним продовжувачем Дюсельдорфської художньої школи.
Повернувшись на батьківщину, через хворобу оселився в Християнії, де уклав договір з галереєю Асоціація мистецтв Осло на поставку низки робіт для продажу їх з аукціону.
Від 1867 до 1868 року провів у Карлсруе, а 1869 року оселився знову в Християнії на Майостуен.
1890 року відзначений нагородою кавалера ордена святого Олафа першого класу.
Помер 10 грудня 1932 року в Осло від пневмонії.

## Творчість
Художник працював у стилі натуралізму, його вважають першим художником-натуралістом Норвегії. Серед основних робіт «Hvalørhei» (1874), «Skovbild» (1896), «Morgen ved Ny-Hellesund» (1885, одна з декількох робіт з Ню-Гелесунда), «Ensomt sted» (1901), «Fra Bankefjorden» (1910) і «Kveld på Jæren» (1925). Велика частина його робіт зображувала Західну і Південну Норвегію, але також Естфолл.

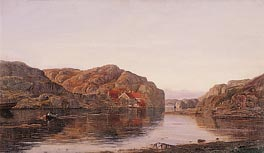
Morgen Ny Hellesund (1885)
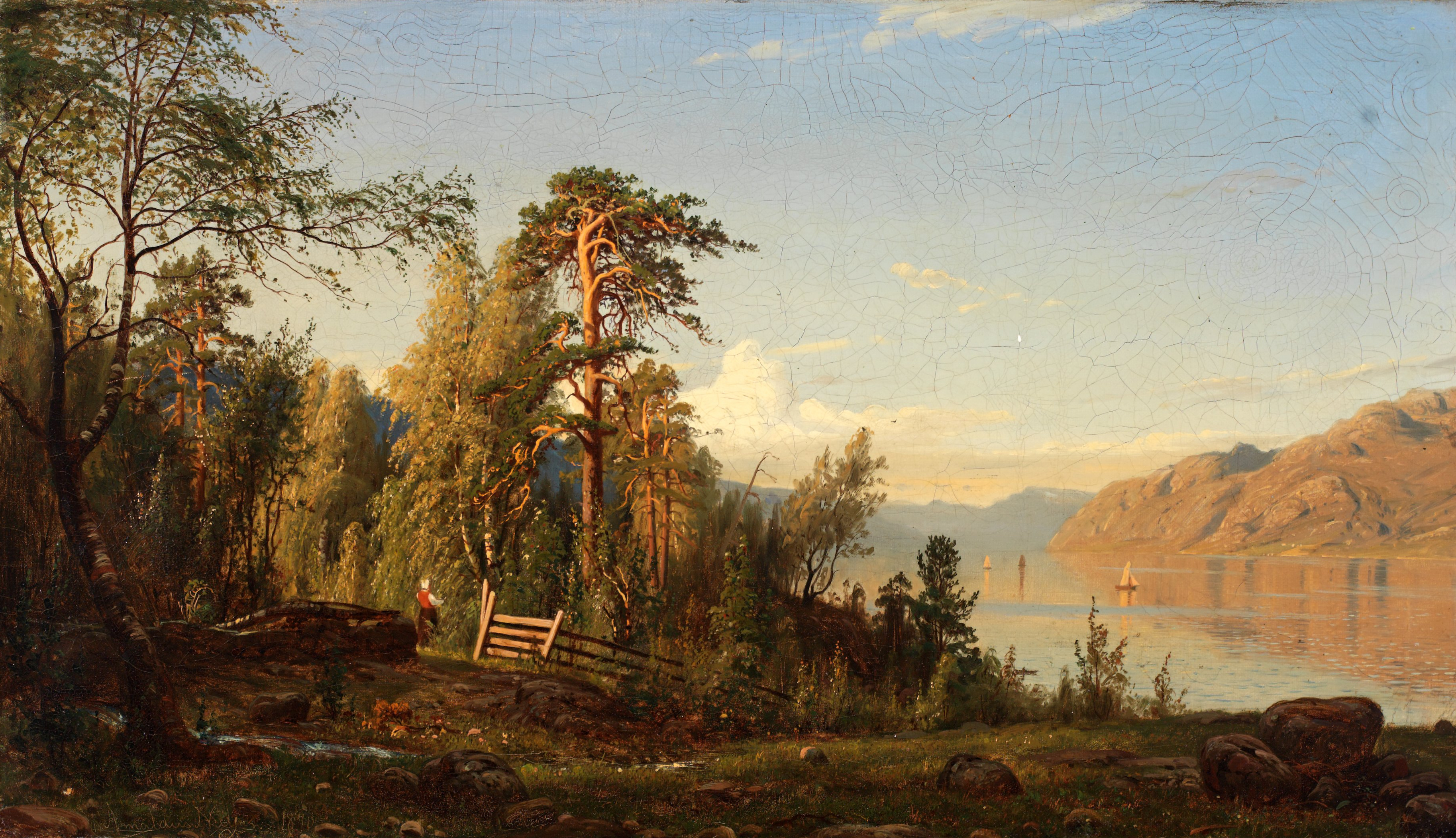
Fjordparti (1890)
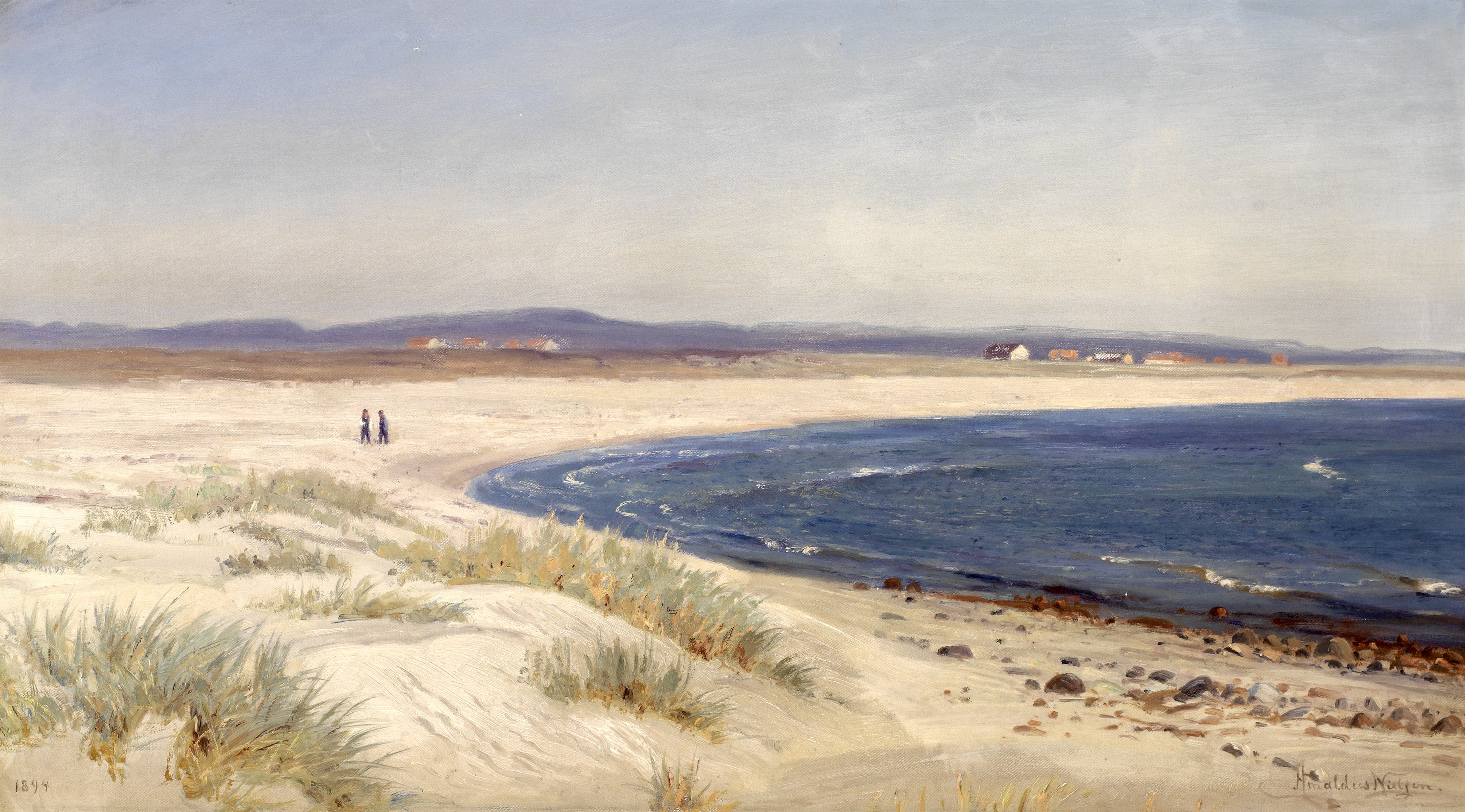
Mennesker på en strand (1894)
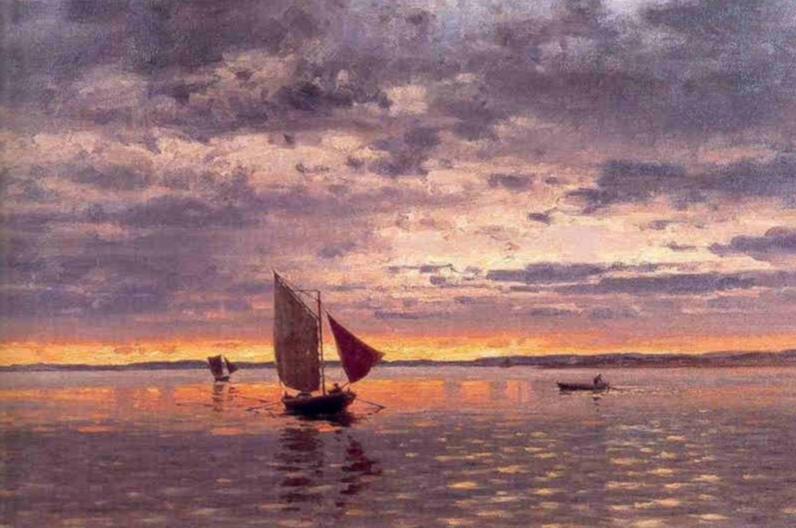
Aften ved Frederiksstad (1909)

Від 1883 до 1911 року художник практично щорічно брав участь в осінніх виставках «Høstutstillingen», що проходили в Осло; брав участь у виставках «Christiania Kunstforening» (1895, 1906, 1924, 1931); у Всесвітній виставці (1862) в Лондоні, Всесвітній виставці (1889) у Парижі, в Мюнхені (1913). Одинадцять його робіт придбав Національний музей мистецтва, архітектури і дизайну в Осло.
Роботи художника містяться в Mandal Kunstforening і Мандалському музеї, але найбільше зібрання (близько 300 робіт) пожертвували 1933 року муніципалітету Осло родичі художника. Колекцію розміщено в постійній експозиції Стенерського музею в Осло.
Ім'ям художника названо одну з площ Осло, де також встановлено бюст живописця.